# Erik Jonsson i Nåberga

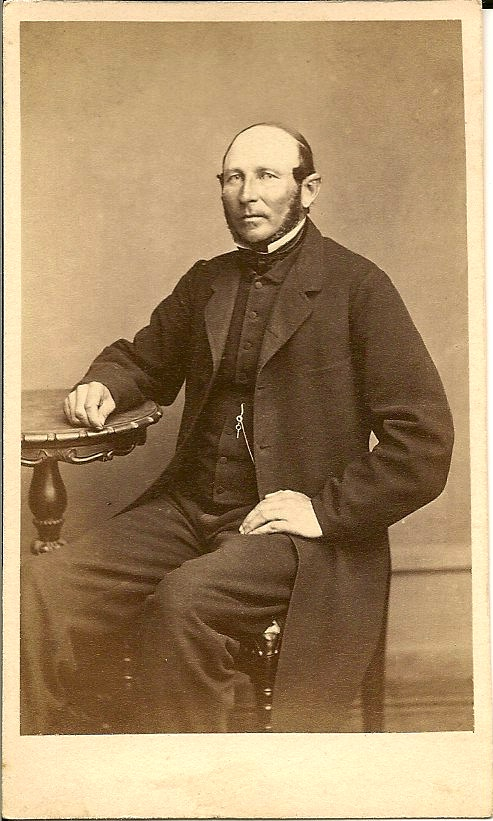
Erik Jonsson i Nåberga fotograferad 1866.

Erik Jonsson (i riksdagen kallad Jonsson i Nåberga), född 2 juli 1819 i Björskogs församling, Västmanlands län, död där 30 december 1895, var en svensk lantbrukare och politiker. Han företrädde bondeståndet i Åkerbo härad och Skinnskattebergs bergslag vid ståndsriksdagarna 1859/60, 1862/63 och 1865/66.

## Riksdagsuppdrag

### Riksdagen 1859/60
- Suppleant i lagutskottet.
- Suppleant i förstärkta statsutskottet.
- Ledamot i förstärkta bankoutskottet.
- Suppleant i förstärkta konstitutionsutskottet.
- Ledamot i förstärkta allmänna besvärs- och ekonomiutskottet.

### Riksdagen 1862/63
- Suppleant i allmänna besvärs- och ekonomiutskottet.
- Ledamot i förstärkta bankoutskottet.
- Suppleant i bevillningsutskottet.
- Suppleant i bankoutskottet.

### Riksdagen 1865/66
- Ledamot i expeditionsutskottet.
- Suppleant i förstärkta bevillningsutskottet.
- Ledamot i förstärkta bankoutskottet.
- Elektorssuppleant för val av justitieombudsmannens efterträdare.
- Ledamot i förstärkta lagutskottet.